# 川崎市立はるひ野中学校
川崎市立はるひ野中学校（かわさきしりつ はるひのちゅうがっこう）は、神奈川県川崎市麻生区はるひ野にある公立中学校。
川崎市立白鳥中学校から校区の一部が分割され、2008年に開校した。

## 沿革
- 2008年（平成20年）
  - 4月1日 - 白鳥中学校の校区の一部が分割し開校。中学部と初等部（小学部）が合築されており、初等部も川崎市立栗木台小学校の一部が分割して開校。
  - 4月4日 - 入校式挙行。
  - 4月7日 - 第1回入学式挙行。
  - 11月22日 - 開校記念式典挙行。
- 2009年（平成21年）3月10日 - 第1回卒業式挙行。
- 2014年（平成26年）4月1日 - E棟使用開始。
- 2017年（平成29年）11月23日 - 開校10周年記念式典挙行[1]。

### この節の出典
- 沿革 - 川崎市立はるひ野小学校・川崎市立はるひ野中学校（学校ホームページ内）

## 部活動
運動部
- バドミントン
- サッカー
- 野球
- バレーボール
- 陸上
- 卓球
- バスケットボール
- ソフトテニス

文化部
- 吹奏楽
- 美術
- 家庭科